# 스탠리 클라크
스탠리 클라크(Stanley Clarke, 1951년 6월 30일 ~ )은 미국의 베이시스트이다.